# Jacek Tomczak (polityk)
Jacek Jerzy Tomczak (ur. 27 lipca 1973 w Poznaniu) – polski polityk, prawnik i samorządowiec, radca prawny, notariusz, poseł na Sejm V, VI, VII, VIII, IX i X kadencji, w latach 2023–2024 sekretarz stanu w Ministerstwie Rozwoju i Technologii.

## Życiorys
Absolwent VIII LO w Poznaniu. W 1998 ukończył studia prawnicze na Uniwersytecie im. Adama Mickiewicza. Podczas studiów wstąpił do korporacji akademickiej Lechia. Pracował jako radca prawny, później rozpoczął praktykę w zawodzie notariusza.
W latach 1988–1990 działał w Konfederacji Polski Niepodległej. Następnie należał do Zjednoczenia Chrześcijańsko-Narodowego, od 1999 do 2001 był przewodniczącym tej partii w Poznaniu. W latach 1998–2005 zasiadał w poznańskiej radzie miejskiej. W okresie 2001–2002 był członkiem Przymierza Prawicy, kierował jego strukturami w Poznaniu i zasiadał w wielkopolskim zarządzie partii. Następnie przystąpił do PiS (z jego ramienia startował w wyborach parlamentarnych w 2001 do Sejmu). W wyborach w 2005 z listy tej partii został wybrany na posła V kadencji w okręgu poznańskim. W wyborach samorządowych w 2006 kandydował na prezydenta Poznania, uzyskując 19,55% głosów (3. miejsce wśród 10 kandydatów). W wyborach parlamentarnych w 2007 po raz drugi uzyskał mandat poselski, otrzymując 14 323 głosy. 9 kwietnia 2009 zrezygnował z członkostwa w Prawie i Sprawiedliwości oraz w klubie parlamentarnym tej partii (formalnie przestał być członkiem partii 14 lipca 2010). 21 października 2009 został członkiem utworzonego tego dnia koła parlamentarnego Polska Plus, a 9 stycznia 2010 przystąpił do nowo powstałej partii o tej samej nazwie, zostając członkiem jej zarządu.
W wyborach prezydenckich w 2010 wbrew oficjalnemu stanowisku swojej partii poparł kandydaturę Marka Jurka i wszedł w skład jego społecznego komitetu poparcia. Po samorozwiązaniu Polski Plus 24 września tego samego roku (kiedy z niej wystąpił) nie przystąpił do PiS i został posłem niezrzeszonym, a 23 listopada 2010 wszedł do nowo powołanego klubu parlamentarnego Polska Jest Najważniejsza. Nie przystąpił do zarejestrowanej w marcu 2011 partii o tej nazwie, a w czerwcu 2011 opuścił klub parlamentarny PJN. W lipcu tego samego roku został przyjęty do klubu parlamentarnego Platformy Obywatelskiej.
W 2011 kandydował w wyborach parlamentarnych z 10. miejsca na liście komitetu wyborczego PO w okręgu wyborczym nr 39 w Poznaniu i uzyskał mandat poselski. Oddano na niego 14 547 głosów (3,64% głosów oddanych w okręgu). W 2015 z powodzeniem ubiegał się o poselską reelekcję (dostał 10 687 głosów).
11 stycznia 2018 został wykluczony z Platformy Obywatelskiej za złamanie dyscypliny partyjnej w głosowaniach nad projektami dotyczącymi aborcji. Pozostawał w KP PO i PO-KO, jednak 4 lipca 2019 przeszedł do KP PSL-Koalicja Polska. W wyborach w 2019 z listy PSL uzyskał mandat posła IX kadencji, kandydując w okręgu konińskim i otrzymując 9833 głosy. W 2022 został jednym z założycieli partii Centrum dla Polski wchodzącej w skład Koalicji Polskiej, zasiadł w zarządzie tego ugrupowania.
W wyborach parlamentarnych w 2023 kandydował z 2. miejsca na liście koalicji Trzecia Droga w okręgu poznańskim. Został wybrany na posła X kadencji, zdobywając 24 918 głosów. W grudniu tego samego roku objął stanowisko sekretarza stanu w Ministerstwie Rozwoju i Technologii. 30 października 2024 złożył rezygnację z tej funkcji po tym, jak Wirtualna Polska opublikowała tekst, zarzucając mu długoletnią współpracę z deweloperami poprzez swoją kancelarię notarialną i rekomendowanie jednocześnie korzystnych dla nich rozwiązań w programie „Kredyt na Start”, mających prowadzić do wzrostu cen mieszkań (poseł wydał oświadczenie, w którym podważył rzetelność tekstu i zapowiedział wystąpienie w związku z nim na drogę sądową). Objął funkcję komisarza generalnego sekcji polskiej wystawy światowej Expo 2025.

## Życie prywatne
Syn Jerzego i Jolanty. Żonaty z Agatą, ma pięcioro dzieci. Zamieszkał w Poznaniu.